# Gian Marco Di Francesco
Gian Marco Di Francesco, né le 2 août 1989 à Sant'Omero (Abruzzes), est un coureur cycliste italien.

## Palmarès
- 2007
  - 2e du Trofeo SS Addolorata
- 2010
  - 3e de la Targa Crocifisso
- 2012
  - Mémorial Daniela Ferrini
  - 3e du Trophée Adolfo Leoni
- 2013
  - Trofeo Di Pietro Immobiliare
- 2014
  - 3e étape du Tour du Frioul-Vénétie julienne
  - 2e du Trofeo Gruppo Meccaniche Luciani
- 2015
  - Grand Prix Industrie del Marmo
  - Trophée de la ville de Brescia
- 2016
  - 3e du Giro del Casentino
  - 3e de l'Astico-Brenta

## Classements mondiaux
| Année           | 2014 | 2015 | 2016 |
| --------------- | ---- | ---- | ---- |
| UCI Europe Tour | 555e | 294e | 452e |
| UCI Asia Tour   |      |      | 219e |